# 石湖墟

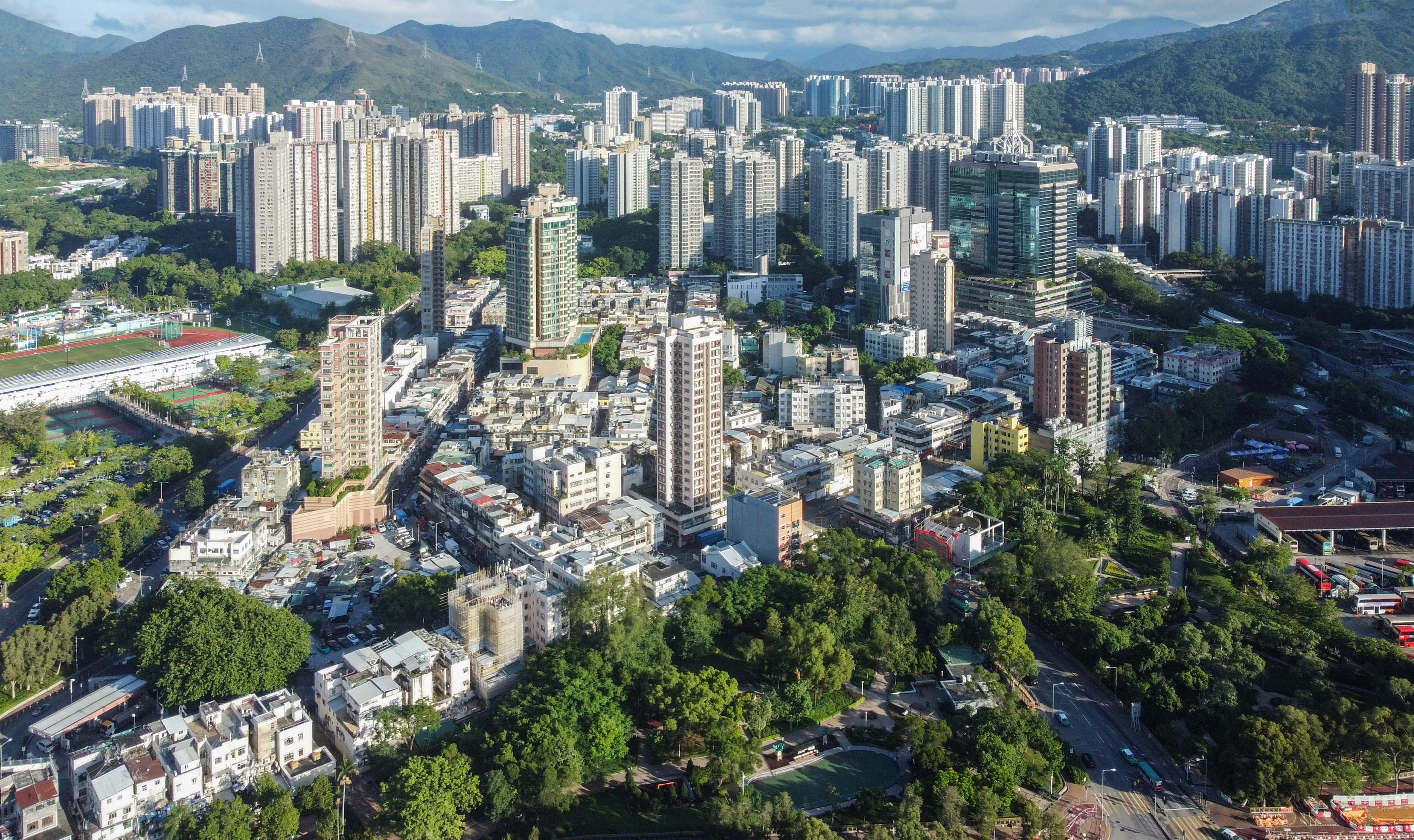
石湖墟（2022年10月）

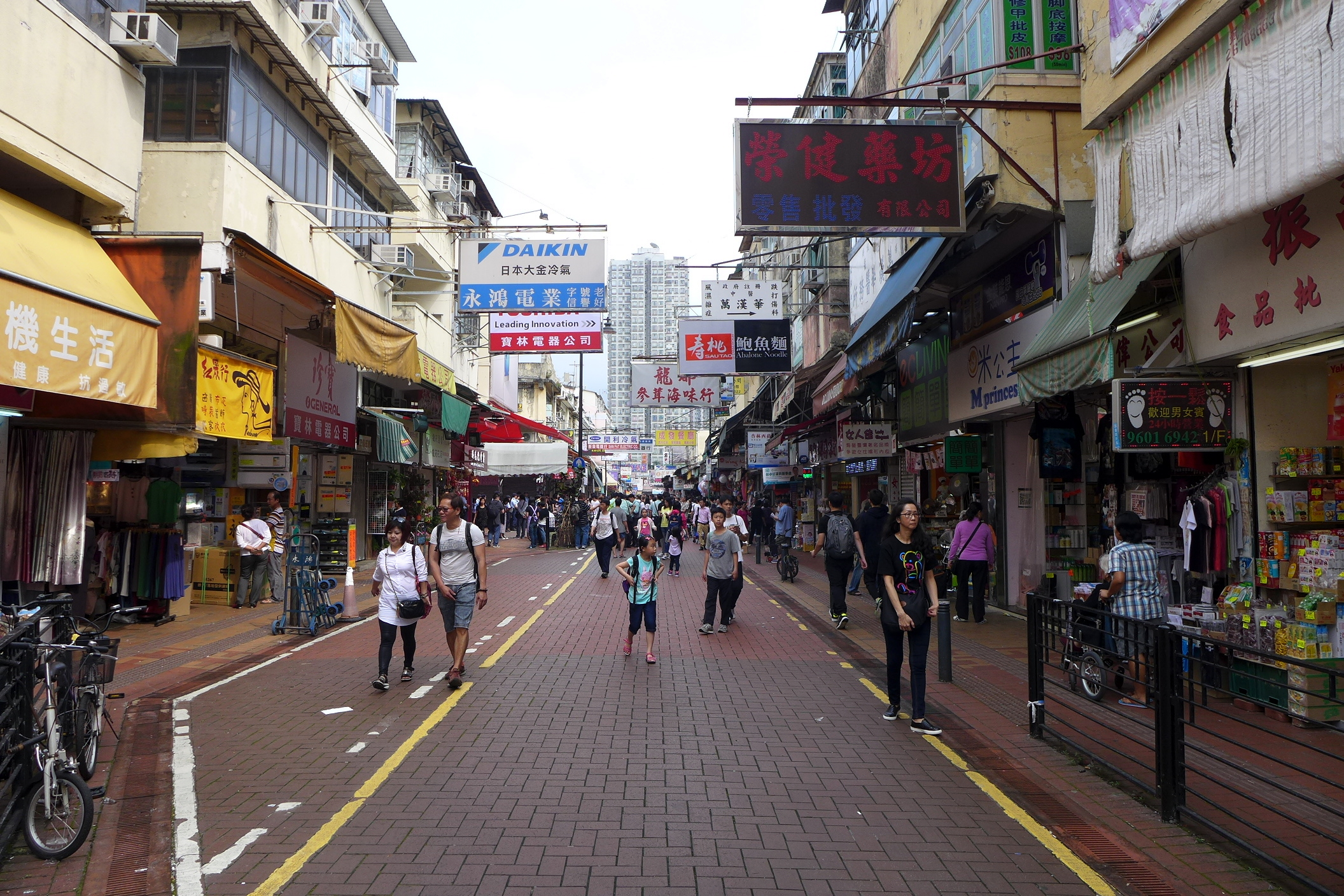
新康街行人専用区は「水貨客（転売目的の買い物客）」の集積地であり、薬局やスニーカーを扱うチェーン店が主な業態を占める

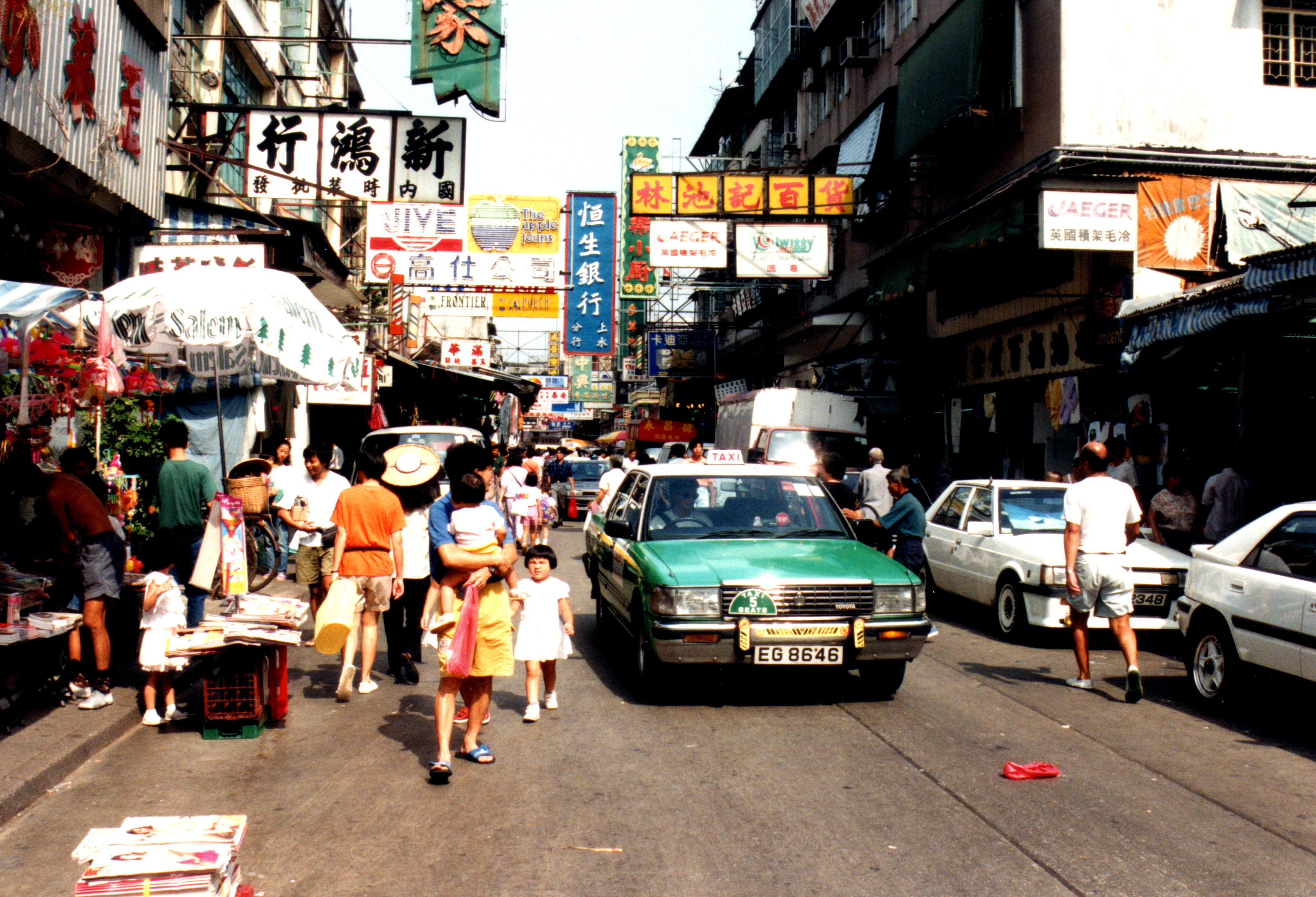
1991年の石湖墟

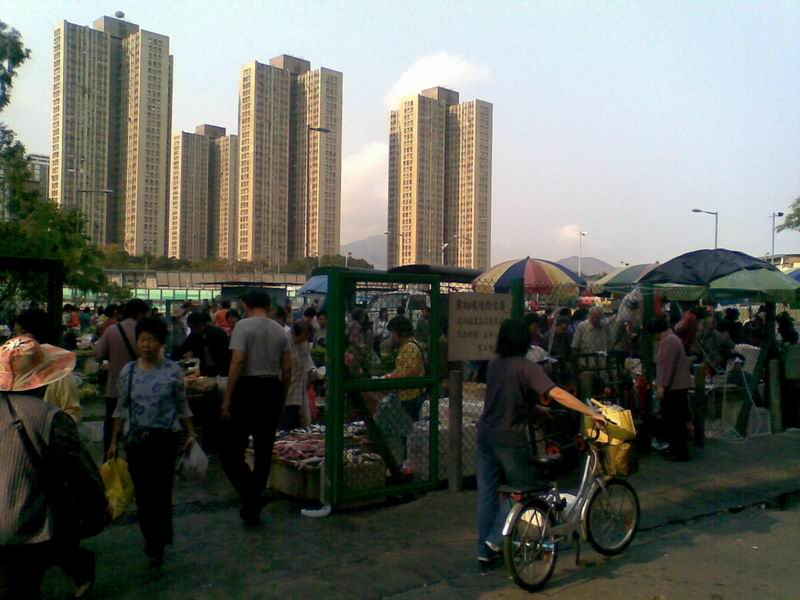
石湖墟農産品市場（2007年）

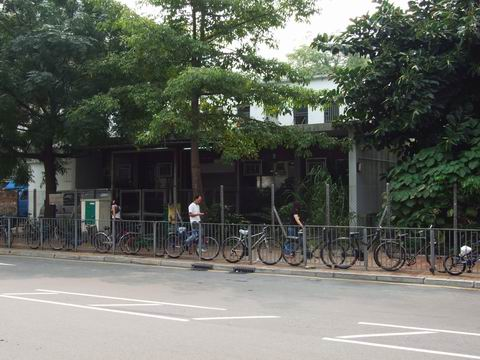
石湖墟郵政局

石湖墟（せきこきょ、英語: Shek Wu Hui、イェール式広東語: Sehk wùh hēui）は香港新界北区上水 (香港)にある旧市街地で、現在の東鉄線上水駅の近くに位置している墟市（定期市の開催地）である。粉嶺／上水ニュータウンは、この石湖墟と粉嶺の聯和墟から発展したものである。石湖墟の街路名の多くは「新」の字で始まり、健康や成功などの意味を込めたものとなっている。例えば、新豊路、新健街、新康街、新栄街、新財街、新発街、新成路、新功街、新楽街、新祥街、新勤街などがある。現在も石湖墟は上水の商業活動が非常に盛んな場所であり、そのため市街地内の一部の通りは運輸署によって「行人専用区」に指定されている。

## 歴史
清康熙元年（1662年）、清朝は台湾の鄭成功政権への支援を厳しく防止するため遷界令を実施し、沿海五省の住民を内陸へ50里移住させた。これにより多くの沿海住民が住処を失い、困窮に陥った。康熙4年（1665年）、両広総督の周有徳および広東巡撫の王来任が上奏して復界（遷界の解除）を求め、康熙8年（1669年）に朝廷が復界を許可したことで、住民たちはようやく故郷へ戻り家を再建できるようになった。二人の死後、感謝の意を表すため、住民たちは資金を出し合い、石湖墟に「報徳祠」を建ててその恩義を偲んだ。

石湖墟の設立年はすでに定かではないが、清嘉慶年間に編纂された『新安県志』の「墟市」一覧にはすでに「石湖墟」が収録されており、注記として「旧誌天崗、今移石湖」と記されていることから、その前身は康熙年間の『新安県志』に見られる「天崗墟」である。この天崗（岡）墟は、復界後に上水廖氏、河上郷侯氏、龍躍頭鄧氏が中心となって上水に建設したものであるが、石湖墟へ墟市が移転した後には次第に廖氏が壟断する所となっていった。伝承によれば、墟内の現在郵便局があるあたりに小川が流れ、水をせき止める堰が設けられており、その堰の下に石が堆積して湖のようになっていたことから、「石湖」という名前が付けられたとされている。

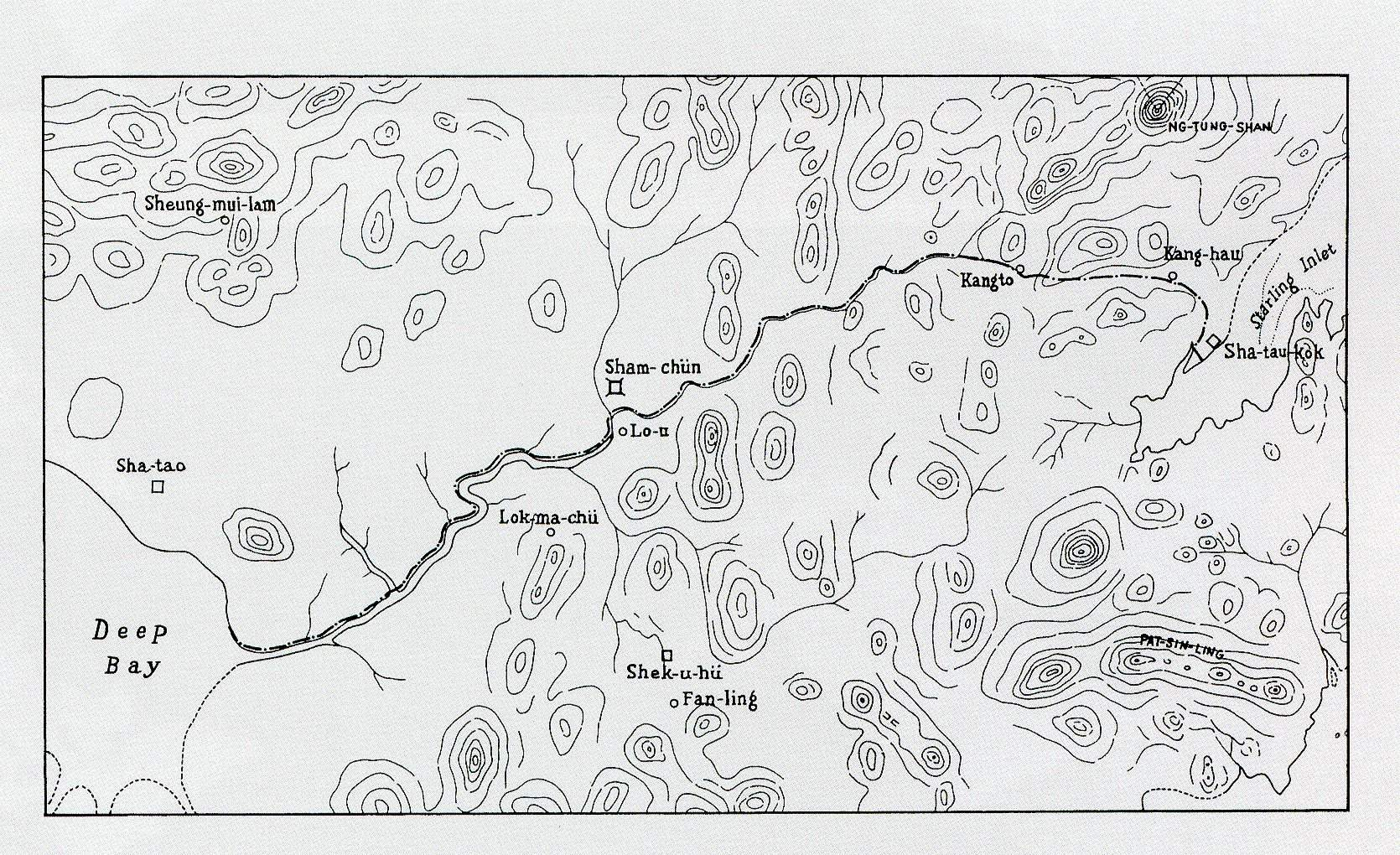
1898年《展拓香港界址専条》附図中に見られる石湖墟（Shek-u-hü）

1898年に新界（新九龍を含む）を租借する条約「展拓香港界址専条」が締結された際、この条約にも「石湖墟」が記載されており、附属図にはその位置が粉嶺囲北側に示されている。墟期（市日）は一、四、七日であったが、石湖墟の墟主である上水廖氏が取る公秤の手数料への不満から、粉嶺、沙頭角、打鼓嶺、上水周辺の村落によって1949年には新たに聯和墟が建市されることになる。こちらも同様に墟期を一、四、七日として石湖墟に対抗した。
建立以来、石湖墟は一帯の重要な商業中心地となった。初期には上水区郷事委員会が石湖墟の農産物取引を管理していた。だが、1955年2月21日の火災で報徳祠が延焼し、跡形もなく焼失した。不運はそれだけにとどまらず、1956年12月23日にも再び祝融に見舞われ、石湖墟全体が瓦礫の山と化した。そのため当局は1957年に大規模な再建計画を開始し、1964年にようやく再建が完了した。現在の墟内の建築物や街路の多くはこの時期に整備されたものであり、新たに設けられた「巡撫街」は、復界に尽力した二人の巡撫と、すでに失われた報徳祠を記念するものである。1993年には、新成路にあった旧街市を現在の石湖墟市政大廈へ移転した。
2014年、民建聯は香港建造商会研究基金からの助成を受け、聯和墟・大埔墟・石湖墟の活性化に関する調査を実施した。民建聯は、新界東北発展計画に合わせて、これら元来の墟市が持つ文化的特色を保護しつつ、新たな要素の導入が必要であると提起した。香港大学建築学院の協力のもと、研究チームは地域ワークショップを複数回開催し、住民、商店主、学生らの意見を聴取した。最終的に、石湖墟の符興街を恒久的な歩行者天国とし、新康街と接続させることで地域の商業活動の集積を促す案が提示された。また、符興街にある食物安全中心の事務所（旧上水公共図書館）を特色ある建築としてコミュニティ用途に転用し、その周囲に屋外カフェを設置する提案もなされた。これらの提案は関係部門に受け入れられたものの、2010年以降、石湖墟での水貨客の活動がますます活発化し、符興街一帯の商店が水貨客向けの薬局や化粧品店に転換され、大量の水貨客が毎日集まる状況となったため、この計画は最終的に実現に至らなかった。

## 商店
- 明記腸粉
- 珍苑麵家
- 陳六記飯店
- 適雅餐庁（中国語版）（1947年に粉嶺に開業、石湖墟店は1993年開業[12]）
- 広成氷室（中国語版） (1962年開業)
- 商務印書館 (2008年開業)
- 張毛記電業（中国語版） (1979年開業、第一号店)
- 通利琴行（中国語版） (2007年開業、移転済)
- 上水貨舖 (2019年開業、中環天星碼頭（中国語版）へ移転済)
- 優品360（中国語版） (2013年開業、第一号店)
- 龍豊薬房 (1992年開業, 第一号店は石湖墟龍豊花園)
- 美国冒険楽園（中国語版） (1994年開業、 第一号店は石湖墟上水名都商場)

## 画像

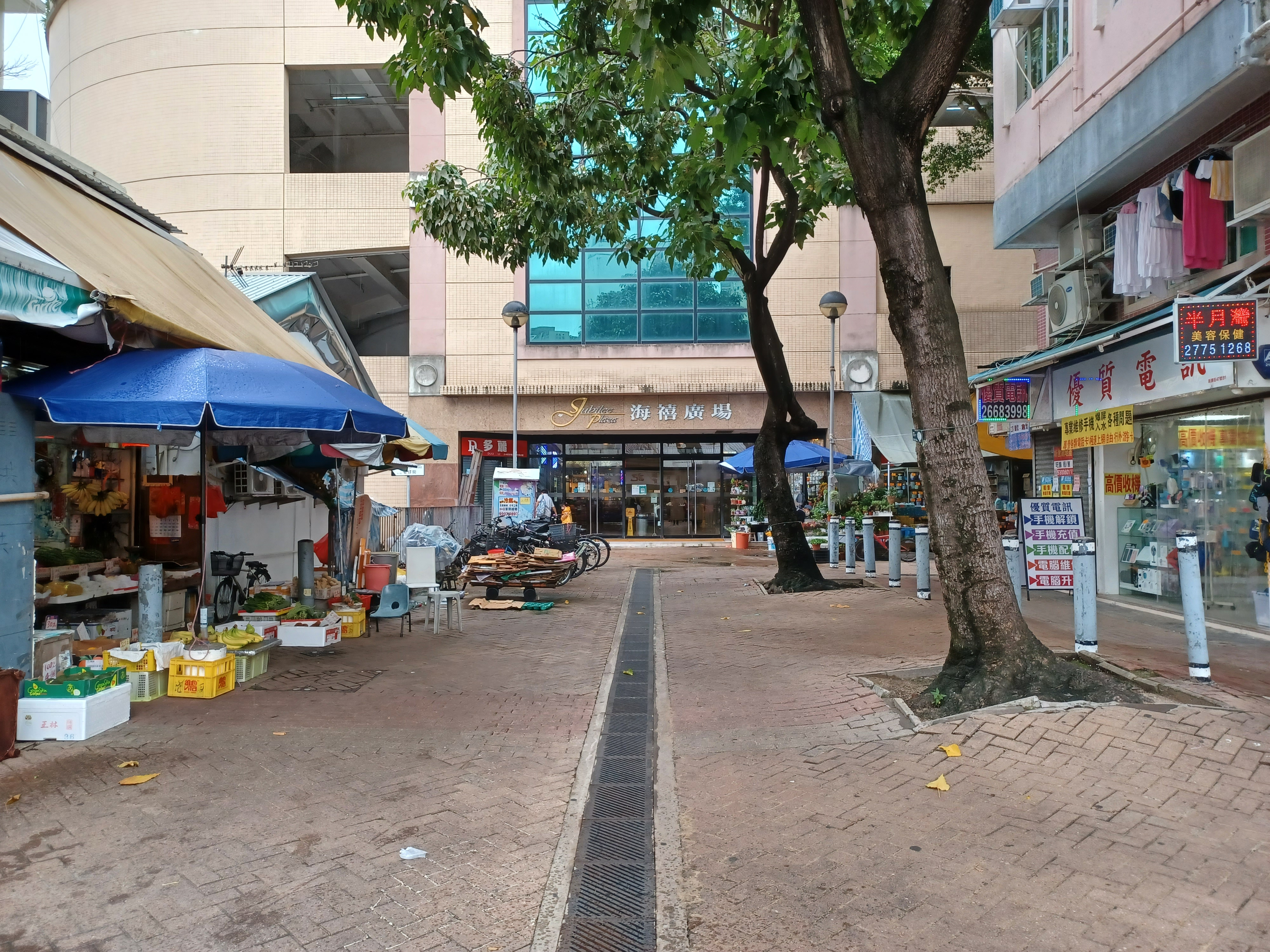
新栄街
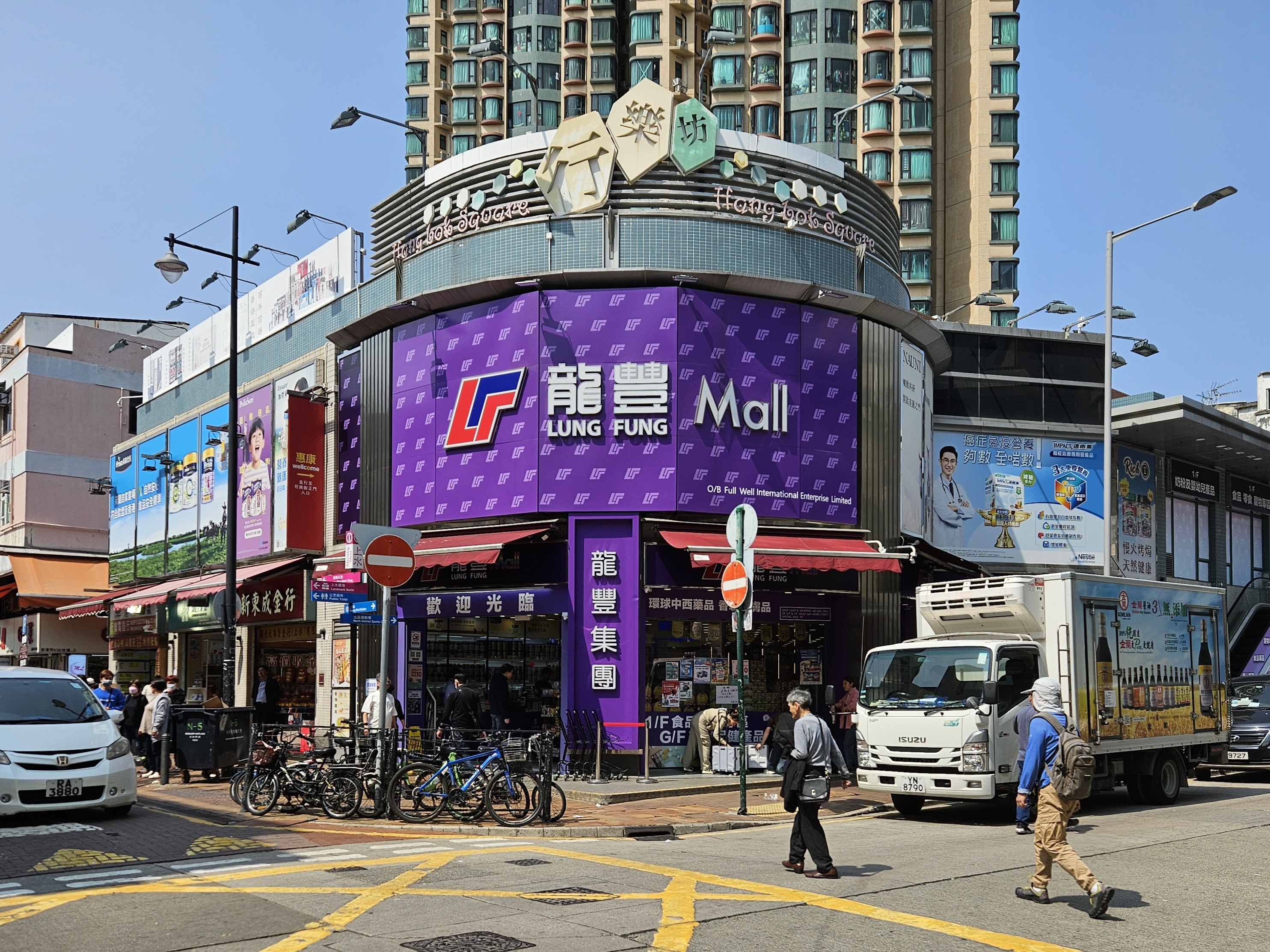
行楽坊